# Ordgarius
Ordgarius is een geslacht van spinnen uit de  familie van de wielwebspinnen (Araneidae).

## Soorten
- Ordgarius acanthonotus (Simon, 1909)
- Ordgarius bicolor Pocock, 1899
- Ordgarius clypeatus Simon, 1897
- Ordgarius ephippiatus Thorell, 1898
- Ordgarius furcatus (O. P.-Cambridge, 1877)
  - Ordgarius furcatus distinctus (Rainbow, 1900)
- Ordgarius hexaspinus Saha & Raychaudhuri, 2004
- Ordgarius hobsoni (O. P.-Cambridge, 1877)
- Ordgarius magnificus (Rainbow, 1897)
- Ordgarius monstrosus Keyserling, 1886
- Ordgarius pustulosus Thorell, 1897
- Ordgarius sexspinosus (Thorell, 1894)